# Skąpiec

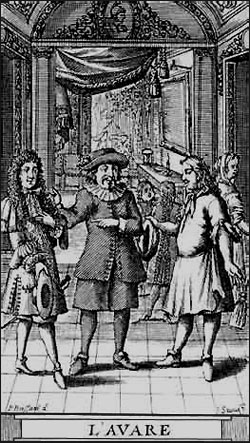
Ilustracja z francuskiego wydania komedii (1682)

Skąpiec (fr. L'Avare) – prozatorska komedia Moliera, wystawiona na deskach teatru po raz pierwszy 9 września 1668 roku. W roli głównego bohatera, Harpagona wystąpił sam autor.
W tym samym czasie Molier wystawił także inną sztukę – Amfitrion. Oba utwory były swobodnymi nawiązaniami do komedii Plauta: Amfitrion i Aulularia (Skarb).
Sztuka zyskała uznanie w kręgach literackich. Cenił ją przede wszystkim Boileau, krytyk cieszący się w tamtym czasie autorytetem. Przez publiczność Skąpiec początkowo nie był doceniany – sztukę wystawiono siedemdziesiąt siedem razy; dopiero po dłuższej przerwie została włączona w stały repertuar Comédie-Française.
W 1671 roku pojawił się pierwszy przekład komedii na język obcy – było to tłumaczenie Thomasa Shadwella na język angielski pod tytułem The Miser. W języku polskim Skąpiec ukazał się po raz pierwszy w anonimowym przekładzie pt. Łakomiec w 1759 roku. W późniejszym czasie sztukę tłumaczyli także: Franciszek Kowalski (w 1822 roku), Ludwik Osiński, Antoni Hoffman, Bonawentura Kudlicz, Józef Narzymski, W. Wolski, Tadeusz Boy-Żeleński oraz Bohdan Korzeniewski (1976 rok).
W 1980 zekranizowano komedię pod tym samym tytułem.

## Osoby
1. Harpagon(inne języki) – ojciec Kleanta i Elizy, zalotnik Marianny
2. Kleant – syn Harpagona, zalotnik Marianny
3. Eliza – córka Harpagona
4. Walery – syn Anzelma, zalotnik Elizy
5. Marianna – córka Anzelma
6. Anzelm – ojciec Walerego i Marianny
7. Frozyna – pośredniczka i swatka
8. Simon – faktor
9. Jakub – kucharz i woźnica Harpagona
10. Strzałka – służący Kleanta
11. Pani Claude – gospodyni Harpagona
12. Ździebełko – służący Harpagona
13. Szczygiełek – służący Harpagona
14. Komisarz i jego pomocnik[1]